# 劇院廣場 (華沙)

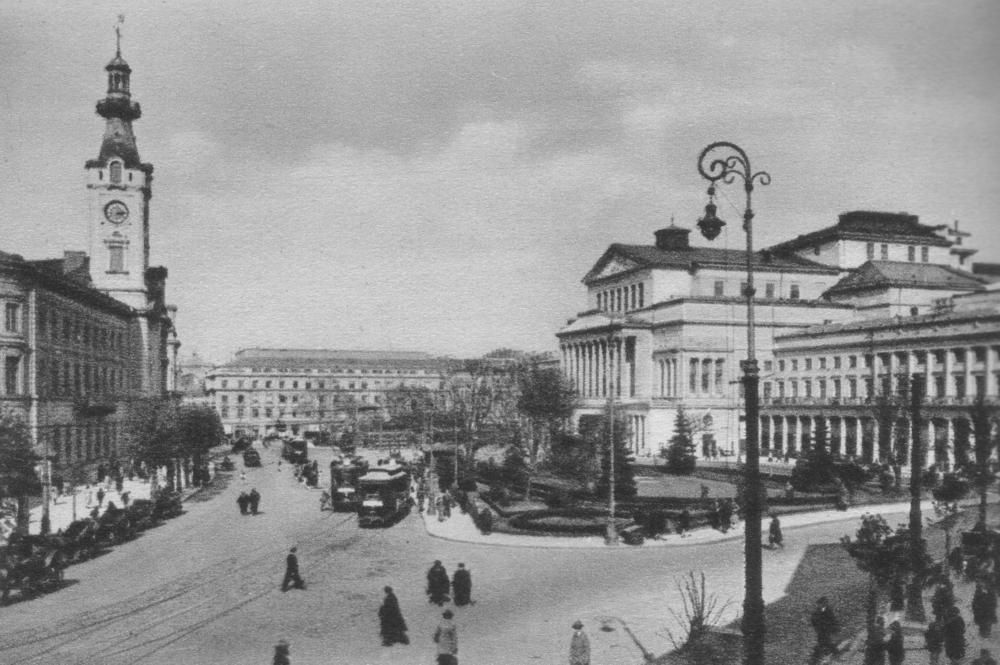
1925年的劇院廣場

劇院廣場（波蘭語：plac Teatralny）是波蘭首都華沙斯羅德米斯切區的主要廣場之一，範圍自華沙大劇院至塞納托斯卡街。廣場的歷史可追溯至19世紀初。在這裡發生過多次愛國示威活動。華沙起義時，這裡發生激烈戰鬥，大部分建築被毀。戰後部分建築得到重建。

## 外部連結
维基共享资源上的相關多媒體資源：劇院廣場
52°14′39″N 21°0′34″E / 52.24417°N 21.00944°E